# El got d'aigua
El got d'aigua és un programa d'entreteniment de Televisió de Catalunya emès per primera vegada el setembre de 2018. El got d'aigua fou una de les apostes fortes de la casa per la tempoada 2018, produït íntegrament per la cadena catalana; malgrat això, va aconseguir un 9,9% de quota de pantalla en la seva estrena i una crítica tèbia.
Els aspirants són 20 joves d'entre 15 i 22 anys, seleccionats entre centenars d'estudiants d'instituts i universitats catalanes. Al llarg dels 11 capítols han de demostrar la seva destresa per elaborar un discurs a partir de les vivències les quals els proporcionarà el programa que els permetrà entrar en un món desconegut i amb personatges interessants. En cadascuna han de trobar la inspiració per elaborar un discurs d'un minut i mig. Els joves candidats se sotmeten a la votació del jurat i del públic present al plató, que escullen els discursos que els hagin provocat més emoció. El jurat estarà format per les dues coachs i un convidat del món de la comunicació, que serà diferent cada setmana.
El format és dirigit per Sònia Cansado i Joan Torrents.

## Personatges

### Conductora del programa
La periodista de TV3, Samantha Vall és l'encarregada de guiar el format. Està altament caracteritzada pel seu català occidental.

### Lescoachs
- Alba Florejachs. L'actriu aporta al programa coneixements de posada en escena. És l'encarrerada d'aportar un to còmic, i també valoracions profundes.
- Gemma Lligadas. Ella és professora universitària, advocada i experta en oratòria i aporta el toc intel·lectual al format. Es caracteritza per les seves aportacions tècniques.[6]

### Convidats
Al llarg del programa, alguns dels convidats que van trepitjar el plató per oferir consells i crítiques als joves van ser:
- Josep Cuní
- Gemma Nierga
- Joan Dausà
- Marc Giró[7]
- Santi Villas
- Julio Manrique

## Concursants
En ser un concurs de 20 participants les cares són ben diverses: els joves tenen entre 15 i 21 anys. A més a més, a cada episodi es convida a un membre del jurat diferent relacionat amb l'art de parlar. Una vintena de joves formaven part del total dels participants. Els tres finalistes, van ser els següents.
| Posició | Nom            |
| ------- | -------------- |
| 1       | Anna Andorrà   |
| 2       | Carles Pauné   |
| 3       | Joanna Rossell |

## Realització[calcitació]
TV3 ha apostat per fer aquest programa a plató. És un fals directe.

### Plató
El plató és un espai ampli, amb un petit altell al centre, d'un metre aproximadament, on hi ha disposat un got d'aigua que és amb el que els concursants engeguen simbòlicament el temporitzador. El plató ha estat dissenyat exclusivament pel programa i està pensat per acollir a una setantena de persones de públic (aquesta quantitat pot variar depenent de l'edició, ja que les cadires no estan subjectades a terra i es poden treure i posar). El públic està disposat en semicercle al voltant del got i en tres nivells diferents d'alçada. El material que conforma la graderia és visiblement contraxapat, es pot detectar per la textura. A la part central del plató, on la presentadora condueix el format, hi podem veure unes estores decorant l'altell. Les coachs s'asseuen en un sofà en forma de “C” al centre de la graderia, i els concursants en 3 puffs. Dos dels quatre laterals del plató estan decorats amb barres de fusta allargades sobreposades a tires de Led de colors que actuen de manera coordinada, i ajuden a crear diverses atmosferes al llarg del programa. També hi ha una gran pantalla projectada sobre les fustes esmentades, en aquesta es revisen imatges dels exteriors i el comptador de temps restant. Hi ha altaveus a la part superior del plató i sota les cadires, encaixats a terra, per tal que el públic pugui seguir els vídeos projectats.

### Il·luminació
El plató està il·luminat de manera uniforme a la part inicial del programa (interaccions entre els concursants i la presentadora, revisió d'imatges de vivència, comentaris del jurat). La llum és freda, i es distingeixen dues intensitats: la dels protagonistes (concursants i jurat) i la del públic, que és zenital i lleugerament menys potent, per aconseguir enfosquir els rostres. En aquestes seccions del programa els Led del voltant onegen un color vermell o verd. A més a més, hi ha focus de colors als laterals, per tenyir les tires de fusta de color blau; i al centre del plató penjats al sostre i apuntant cap avall, dibuixant un cercle al voltant de la zona on els concursants fan el seu discurs. Aquests últims són uns spot vermells, i quan queden 3 segons perquè s'exhaureixi el temps s'engeguen i variant l'angulació acaben traçant feixos de llum perpendiculars al terra alertant de la manca de temps. Aquest és el segon moment d'il·luminació, en el qual tota la resta d'espai del plató queda significativament més enfosquida.

### Realització
El rodatge d'exteriors disposa de dos equips de rodatge, i en algunes ocasions tres. Pel que fa al plató podem trobar 5 càmeres disposades en forma d'”U” darrere de la graderia del públic. D'aquestes cinc, tres són fixes; una es desplaça en tràveling lateral, i l'altra va penjada d'una grua. En la primera part del programa, la grua, està situada just sobre el públic, per veure les reaccions, entrades i sortides dels concursants; al moment dels discursos aquesta càmera varia la seva posició per tal de captar la reacció del públic, i se situa a l'altre extrem del plató; finalment es torna a la disposició inicial per veure el moment de les eliminatòries de concursants. Els enquadraments són clàssics. Tots els personatges que parlen, tenen un micròfon de corbata sense fils.
Un dels trets característics de la realització és la disposició de diversos plans a pantalla en els moments que veiem com els concursants reviuen les imatges de les seves vivències: la pantalla es troba distribuïda d'una forma peculiar per poder veure les seves reaccions al mateix moment que seguim el fil del vídeo que recorda l'experiència que han viscut.

#### Transicions
Totes les transicions són per tall, algunes van introduïdes per una animació amb el logotip.

#### Color
El programa respira principalment els colors vermell i blanc: ho veiem en el logotip, vestuari, il·luminació i gràfics. Les imatges dels exteriors tenen una correcció de color càlida. El plató té una lleu correcció per potenciar els negres.

#### Gràfics
El logotip del programa és present al fons del plató i el veiem en alguns moments. Els cairons apareixen bastant grans i s'hi pot llegir en blanc el nom i en vermell el càrrec; va decorat per unes ratlles en la línia estètica que desprèn. Les lletres de títols són de pal, majúscules i ocupen la pantalla de punta a punta, tret diferencial. En un determinat moment es dona una explicació didàctica del premi del format, s'utilitzen gràfics molt senzills amb colors vius, sobre un fons negre. Els gargots es poden apreciar en diversos moments: introduint informació extra, de separadors de continguts.

#### Tractament
El programa respira un aire juvenil, des del logotip fins a la tipologia de muntatge. El llenguatge utilitzat és planer i per a tots els públics.
El programa s'estructura d'una manera ben senzilla: primer veiem l'experiència que han viscut els concursants i que ha inspirat els seus discursos, després com perfeccionen els seus esbossos de discurs, i finalment a plató la seva posada en escena.

#### Edició i postproducció
L'edició es fa un cop s'ha gravat tot el material del plató. El muntatge defineix la següent estructura: en primer lloc, s'introdueixen tots els agents de l'edició d'avui, a continuació es veu i es comenten els diversos moments de la vivència que els concursants han viscut i a la part del final s'escolten i es valoren els discursos. Als últims minuts és quan se sap el veredicte del jurat i el públic i s'acomiaden a dos concursants.
El muntatge és altern entre les imatges del paltó (fals directe) i les càpsules de les vivències. Existeixen pocs efectes visuals, però en canvi sí que en podem trobar de sonors. A part, de la música que fa funció d'expressiva en els moments de les càpsules de les vivències; trobem un una alta quantitat d'efectes sonors en el moment dels discursos dels concursants. Just en començar escoltem una espècia de cressendo musical, acompanyat d'uns sorolls de rellotge que passen a un segon pla sonor fins a desaparèixer. 10 segons abans que s'exhaureixi el temps, comença a sonar de nou el fil musical que provoca tensió, sonen de nou els sorolls d'agulles de rellotge i en finalitzar el temps culmina l'efecte sonor.
En algun moment del capítol es poden apreciar talls de la continuïtat al plató, ja que algunes intervencions del jurat són escurçades.